# ذو وجوه مكعبي ثماني
ذو الوجوه المكعبي الثماني (بالإنجليزية: Cuboctahedron) هو متعدد وجوه له 8 وجوه مثلثة و 6 وجوه مربعة. يحتوي مقطوع المكعب الثماني على 12 رأسًا متطابقًا، مع مثلثين ومربعين يلتقيان في كل منهما، و24 حرفًا متطابقًا، يفصل كل منها المثلث عن المربع. على هذا النحو، فهو متعدد وجوه شبه منتظم [الإنجليزية]
، أي مجسم أرخميدي ليست فقط انتقالي الرؤوس [الإنجليزية]
 ولكن أيضًا انتقالي الأحرف [الإنجليزية]
. وهو متساوي الأضلاع نصف قطريًّا. متعدد الوجوه الثنوي له هو اثنا عشري الوجوه المعينية.

## التسمية
يطلق عليه أيضا اسم مقطوع المكعب الثماني رغم أنه يسبب اللبس مع متعدد وجوه مُشتق منه يحمل اسم ذو الوجوه المكعبي الثماني المبتور [الإنجليزية]
.

## معلومات الكتب الكاملة
- Coxeter, H.S.M. (1973) [1948]. Regular Polytopes [الإنجليزية]  (بالإنجليزية) (3rd ed.). New York: Dover. {{استشهاد بكتاب}}: line feed character في |عنوان= في مكان 199 (help)